# Inégalités de richesse
Cet article court présente un sujet plus développé dans : Répartition des richesses.
Les inégalités de richesse (ou inégalités de patrimoine ou encore inégalités de capital) sont les différences de patrimoine détenu par les ménages ou des groupes. Le patrimoine est une valeur économique nette, définie par la valeur de l'ensemble des biens matériels (propriétés immobilières, par exemple) et immatériels (comptes bancaires, par exemple) possédés (dits « actifs ») moins la valeur des dettes (« passifs »). Le patrimoine peut donc être négatif, pour un individu ayant plus de dettes que de biens (ce qui a par exemple été le cas de la majorité des personnes dans certaines sociétés esclavagistes).
Elles peuvent parfois être dues à des inégalités de ressources naturelles (agricoles ou en eau par exemple).
De manière générale, les inégalités de richesse sont des différences de stock (fortune amassée) qu'on distingue des inégalités de revenu, qui mesurent les différences de flux financier, et avec lesquelles elles forment le socle économique des inégalités sociales.

## Par pays

### France
En 2018 en France, selon l'Insee, le patrimoine net (actifs moins les dettes) médian s'élève à 136 600 euros (ce qui signifie que la moitié des ménages possède moins).
Sur la période de 2004 à 2018, même si presque tous les ménages ont vu leur patrimoine augmenter, les écarts se sont creusés entre les plus riches (ménages à dominante cadre, ayant un patrimoine net médian de 427 700 euros, soit presque 100 000 euros de plus qu'en 2004) et les plus pauvres (ménages inactifs, ayant un patrimoine net médian de 1 000 euros, comme en 2004).
Le patrimoine est très inégalement réparti. Voici quelques données sur la répartition du patrimoine brut (endettement non déduit) des ménages en 2021 :
- le centile supérieur (1 % des ménages, les plus riches) possède un patrimoine d'au moins 2 239 200 euros ;
- les 5 % les plus riches possèdent un patrimoine d'au moins 1 034 600 euros ;
- les 10 % les plus riches possèdent 716 300 euros au minimum et 1,3 million d'euros en moyenne, ce qui au total représente près de la moitié du patrimoine du pays (47,1 %) ;
- les 10 % les moins fortunés disposent au maximum de 4 400 euros, et beaucoup ne possèdent aucun patrimoine. Au total, ils ne possèdent que 0,1 % du patrimoine du pays.

Ces données comprennent l'ensemble des ménages, tous âges confondus. Les jeunes de moins de 30 ans possèdent en moyenne beaucoup moins que les Français plus âgés, étant donné que le patrimoine est le résultat d'accumulation de revenus et d'héritages.

### Suisse
En Suisse, en 2015, 55 % des fortunes sont inférieures à 50 000 francs et représentent ensemble 2 % de la richesse totale du pays. À l'autre extrême, 6 % des fortunes dépassent 1 million de francs et représentent ensemble 67 % de la richesse du pays.
En 2015, le coefficient de Gini des fortunes du pays est estimé à 0,86. Cela représente d'importantes inégalités économiques.
En 2022, les 1 % les plus riches détiennent 42 % de la fortune nationale.

### États-Unis
Aux États-Unis, les inégalités de patrimoine sont plus importantes que les inégalités de revenus (pourtant déjà relativement élevées). Elles ont de plus tendance à s'accroitre depuis le début du XXIe siècle.